# Vlado Šarić
Vlado Šarić (* 27. November 1945) ist ein ehemaliger jugoslawischer Fußballspieler.

## Karriere
Šarić stand über ein Jahrzehnt in Diensten von Rot-Weiss Essen. 1964 debütierte er in der Regionalliga West für Rot-Weiss Essen. Sein größter Erfolg gelang ihm in der Saison 1965/66, als er zuerst mit seinen Mannschaftskollegen, wie Willi Lippens, Heinz-Dieter Hasebrink und Eckehard Feigenspan die Meisterschaft gewann und die folgende Aufstiegsrunde erfolgreich absolvierte. Somit war der Aufstieg in die Bundesliga perfekt. Im Oberhaus des deutschen Fußballs absolvierte Šarić sechs Spiele. RWE stieg ab, er blieb und spielte weiterhin an der Hafenstraße. Später schaffte er mit RWE den Sprung in die 2. Bundesliga, in der er 23 Spiele in der Nordstaffel bestritt.